# Agrilus lobatus
Agrilus lobatus (лат.) — вид узкотелых жуков-златок.

## Распространение
Китай (Fujian).

## Описание
Длина тела взрослых насекомых (имаго) 4,3 мм. Отличаются следующими признаками: глаза крупные; переднеспинка сильно вытянутая; надкрылья без плечевого киля; бока эдеагуса с мембранозной лопастью; основная окраска коричневая. Переднегрудь с воротничком. Боковой край переднеспинки цельный, гладкий. Глаза крупные, почти соприкасаются с переднеспинкой. Личинки развиваются, предположительно, на различных лиственных деревьях. Встречаются в мае. Вид был впервые описан в 2011 году в ходе ревизии, проведённой канадскими колеоптерологами Эдвардом Йендеком (Eduard Jendek) и Василием Гребенниковым (Оттава, Канада).